# Chodschabakirgan
Der Chodschabakirgan (kirgisisch Кожо-Бакырган-Сай; russisch Ходжабакирган) ist ein linker Nebenfluss des Syrdarja in Kirgisistan und Tadschikistan (Zentralasien).
Der Chodschabakirgan entspringt an der Nordflanke der Turkestankette im Rajon Leilek des kirgisischen Gebiets Batken. Er fließt anfangs in überwiegend nordöstlicher Richtung durch die Vorberge. Später wendet er sich nach Norden und Nordwesten. Bei Erreichen des Ferghanatals an der Grenze zu Tadschikistan fächert er sich in zahllose Bewässerungskanäle auf. Ein Großteil des Wassers wird in den Großen Ferghanakanal geleitet. Der eigentliche Flusslauf führt weiter nach Norden westlich an den Städten Tschkalow und Chudschand vorbei und endet am Südufer des Syrdarja.
Der Chodschabakirgan hat eine Länge von 130 km. Er entwässert ein Areal von 1740 km². Der mittlere Abfluss 45 km oberhalb der Mündung beträgt ungefähr 11 m³/s.